# Ofçar
Ofçar (albanisch auch Ofçari seltener auch Ovçar/Ovçari oder Ovqar bzw. Ovqari, serbisch Овчаре Ovčare) ist ein Dorf im Norden des Kosovo und gehört zur Gemeinde Mitrovica e Jugut.

## Geographie
Ofçar liegt 22 Kilometer nördlich von Mitrovica entfernt und ist über die R-129 zu erreichen. Entlang des Dorfes verläuft die Bistrica, die weiter westlich in den Ibar mündet.

## Bevölkerung
Bei der Volkszählung 2011 wurden für Ofçar 0 Einwohner erfasst.
| Volkszählung | 1948 | 1953 | 1961 | 1971 | 1981 | 1991 | 2011 |
| ------------ | ---- | ---- | ---- | ---- | ---- | ---- | ---- |
| Einwohner    | 62   | 73   | 82   | 90   | 69   | 49   | 0    |